# 純粋法学
純粋法学（じゅんすいほうがく、独: Reine Rechtslehre）とは、ハンス・ケルゼン（1881年 - 1973年）が提起した法理論上の立場であり、ケルゼンによれば法実証主義の発展形である。

## 概説
純粋法学によれば、実定法だけが法とみなされうる。したがって純粋法学の目的は、法を社会学的、心理学的、倫理学的、政治学的方法の混入から切り離すことにあった。純粋法学は、「である」と「べき」、すなわち事実と規範の領域を区別することを要請する。
ケルゼンは、法実証主義を最も徹底し、20世紀の法哲学に最大の影響力を与えたとされる。一般に法実証主義は、法学の学問的厳密性を強調し、形而上学的根拠を排して実際に経験可能な法に限定するものと解される。この考え方が、純粋法学における分離説と相対説という基本テーゼへと連続している。

## 相対説／自然法批判
相対説とは、倫理的な非認知主義（不可認識論、Nonkognitivism） に立脚し、人間は絶対的規範を認識できないとする説である。価値基準は歴史上さまざまな形で現れる。人間の自由にすることができないとされる客観的な価値基準についての見解は、実にさまざまである。こうしたことの指摘をもって、どの価値体系も文化現象であり、したがって相対的であるとされる。ある規範が、それ自体として道徳的に正当だと判断できるような客観的規準など存在しないというのである。

## 分離説
ここから分離説が生じる。法と道徳は、相互に独立したふたつの価値体系である。正義とは、ケルゼンにとって道徳の一側面であり、学問的厳密性に堪えない非合理的な理想である。これが意味するのは、どの法規範もその内容から独立して効力をもつ、すなわち拘束力を持つということである。「どんな恣意的な内容でも、法でありうる」。

## 実定法論
分離説に従えば、どんな内容でも法的に強制されうることになる。法秩序とは、「当為」から独立した、いわば純粋に形式的なカテゴリーだからである。法の効力は強制の有効性を前提としており、法的強制は実定法に違反することを前提とする。しかし、どうして法律に違反すれば法的強制を受けるのかという問題は、「当為」の領域に属する。したがって純粋法学の対象ではあり得ないとされる。

## 根本規範
法が有効であるための規準に付随して、法秩序の内部で法が設定されるための規準が必要となる。ある規範が有効であるためには、その法規範の存在が前提となる。それでは、その法規範はどのようにして存在するようになるのだろうか。「…すべき（当為）」が法の根拠になる自然法論とは違って、ケルゼンは当為によって存在を規定することを全面的に放棄した。したがって、ある法の根拠を別の法に求め、そのまた根拠を別の法に求め…という繰り返し──これを「無限後退」という──が生じることになる。そのためケルゼンは、あらゆる規範体系には一つの「根本規範」があるということを仮定した。この「根本規範」にしたがって、他のすべての規範が導き出される。これは、あらゆる法体系が持つ「虚構的」ないし「認識論的仮説」であり、「超越論的-論理的前提」であるとされる。

## 他の学説との関係
純粋法学は、自然法論だけでなく、マックス・ヴェーバー ないしオイゲン・エールリッヒの社会法学派にも対立する。法社会学は、けっきょくのところ 権力をもとに立法と強制を基礎づけるからである。そのほか、カール・シュミットも純粋法学の主要な敵対者の一人であった。

## 文献
- ケルゼン 『純粋法学』 横田喜三郎（訳）、岩波書店、 2003年 ISBN 978-4000009539